# Terence Morrison-Scott
Terence Charles Stuart Morrison-Scott (ur. 1908, zm. 1991) – brytyjski zoolog. W latach 1960–1968 pełnił funkcję dyrektora Muzeum Historii Naturalnej w Londynie.